# Rabfak
Rabfak (du russe : рабфак) , abréviation de Pабочий факультет, Rabochiy fakul′tet, « faculté ouvrière ») était un type d' établissement d'enseignement continu en Union soviétique  préparant les Soviétiques aux établissements d'enseignement supérieur . Elles étaient présentes dans chaque institut d'enseignement supérieur et comportaient notamment des membres du Komsomol ou du VKP(B). Mikhaïl Pokrovskii a créé ces rabfaki en mars 1919 restées actives jusqu'à la guerre. Elles étaient censées accomplir les promesses de la Révolution en matière de mobilité sociale pour les ouvriers et les paysans.